# Lafayette (Indiana)
Lafayette è una città statunitense situata nello stato dell'Indiana, capoluogo della contea di Tippecanoe, a circa 101 chilometri a nord-ovest dalla capitale Indianapolis.

## Storia
L'area ora compresa nel territorio della contea di Tippecanoe era inizialmente abitata da una tribù di indiani Miami nota con il nome di Ouiatenon. Il primo insediamento europeo fu opera dei francesi che nel 1717 edificarono Fort Ouiatenon lungo il fiume Wabash a sud dall'attuale locazione della città. Il forte divenne subito un'importante stazione commerciale soprattutto per il commercio del pellame.
L'attuale città di Lafayette venne fondata il 24 maggio 1825 dal commerciante fluviale William Digby e venne dedicata all'eroe della guerra d'indipendenza americana il marchese de La Fayette allora in visita negli Stati Uniti d'America. Gradualmente la città divenne un importante centro di scambio fluviale, con i primi battelli a vapore nel 1826, nel 1843 la costruzione del Canale Wabash ed Erie resero ancora più strategica la posizione commerciale della città. Con l'avvento della ferrovia intorno al 1850 la città si unì ai più importanti centri urbani dell'Indiana.
Lafayette diventò il 17 agosto 1859 il primo ufficio di posta aerea degli Stati Uniti, quando il pilota John Wise guidò un pallone aerostatico partendo proprio dal territorio cittadino per raggiungere New York, tuttavia la spedizione inaugurale fu costretta a dirottare verso Crawfordsville e a proseguire in treno il trasporto postale.
È sede dell'Università Purdue, una delle più importanti università degli USA, West Lafayette e della Subaru of Indiana Automotive, Lafayette.

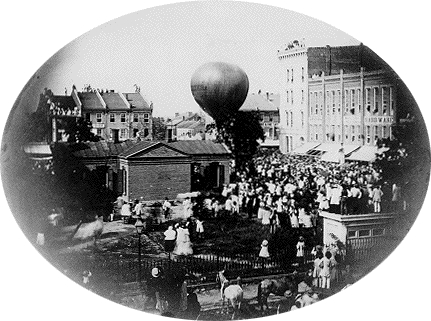
Foto celebrativa della spedizione di John Wise partito da Lafayette

## Società

### Evoluzione demografica
Lafayette, secondo il censimento del 2000, era di 56 397 abitanti, residenti in città, con una densità di popolazione di 1 083 abitanti per km² con una percentuale in etnia di 88,91% di razza bianca, 3,22% di afro-americani, 0,37% di nativi americani e l'1,22% di asiatici.

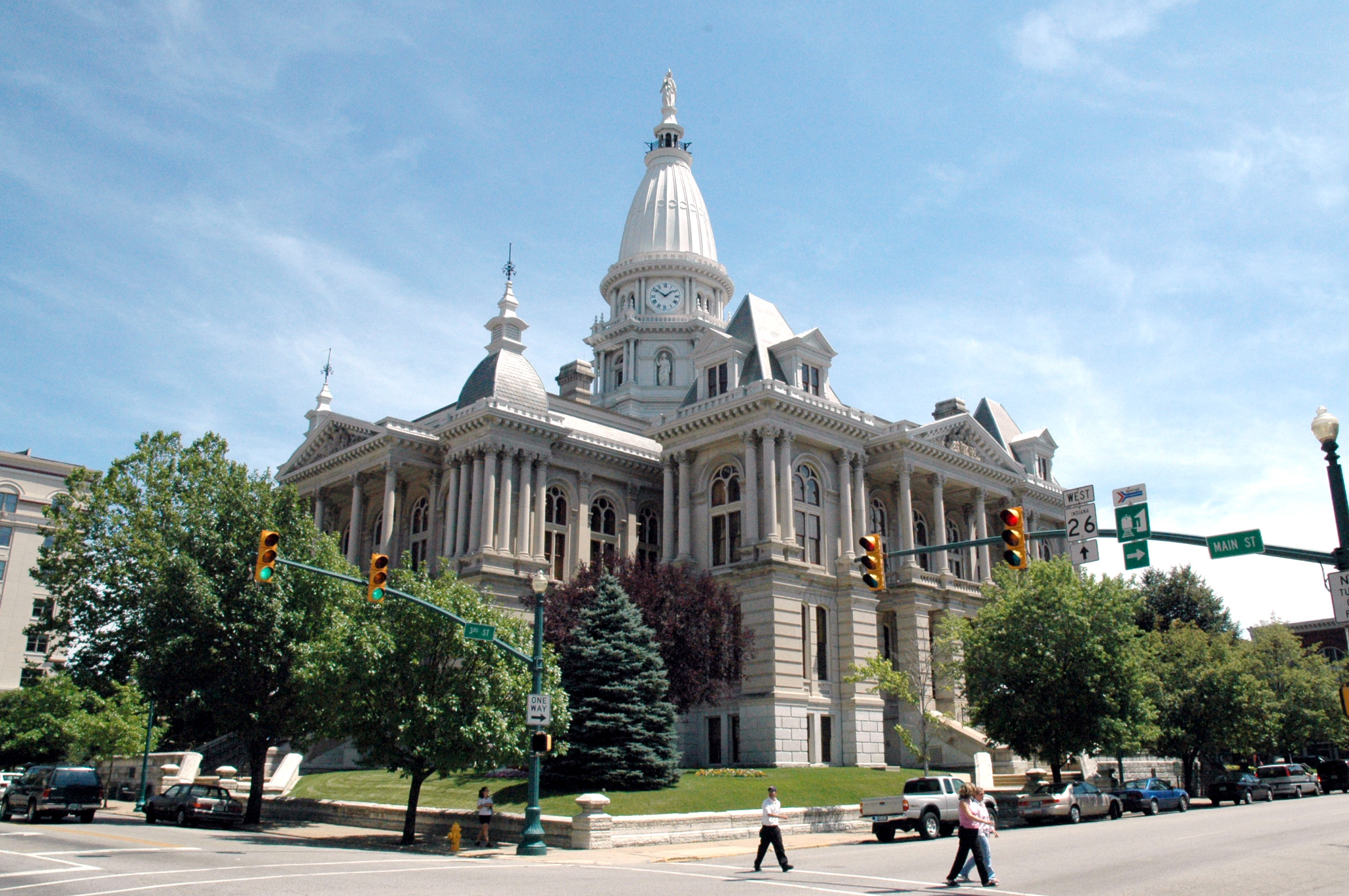
Foto della Corte di Giustizia di Tippocanoe